# Kanaal van Carpentras

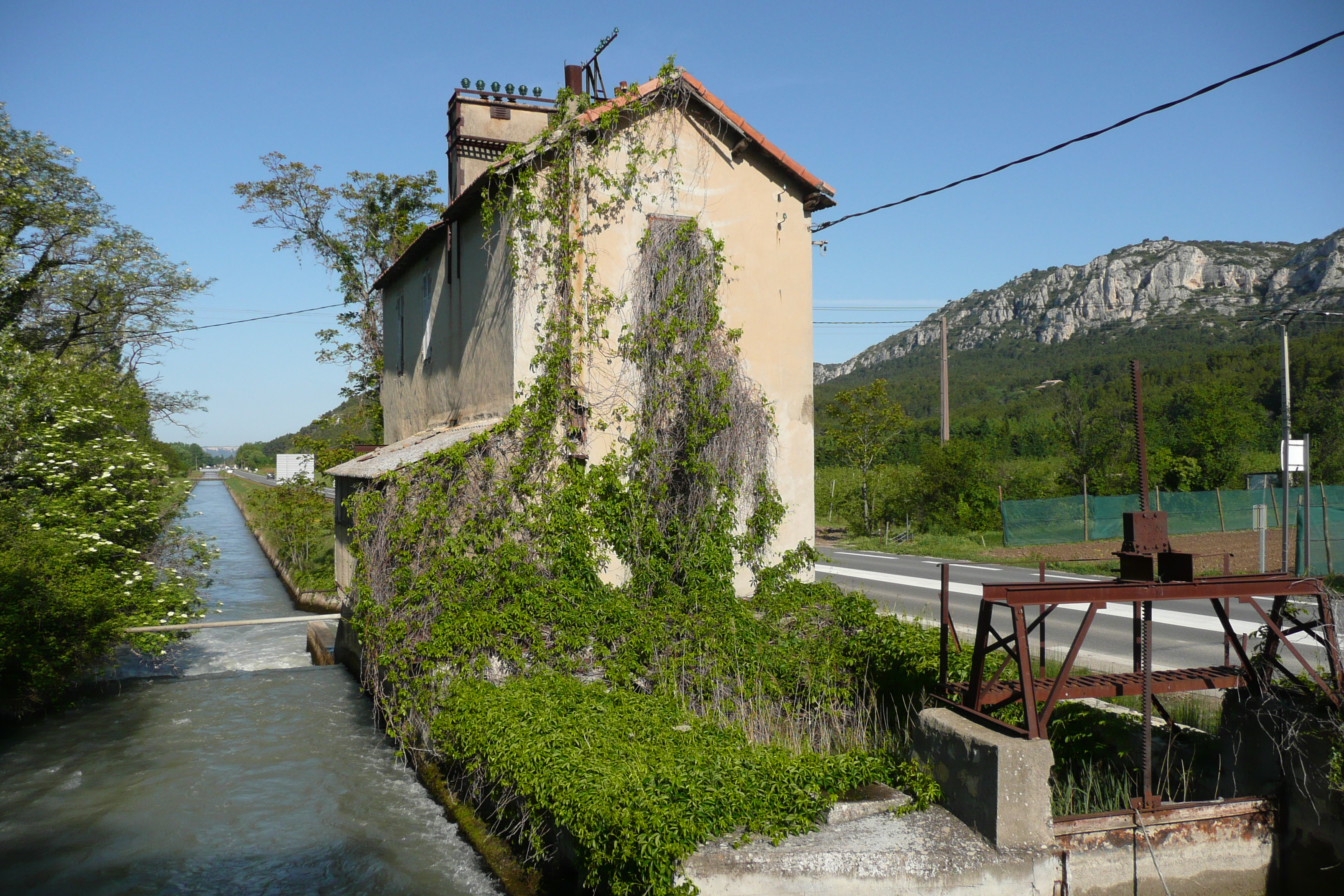
Kanaal van Carpentras nabij Champeau (Mérindol)

Het Kanaal van Carpentras (Frans: Canal de Carpentras) is gebouwd voor de irrigatie van gronden in het departement Vaucluse. Het is 69 km lang en heeft secundaire en tertiaire vertakkingen met een totale lengte van 725 km.
Zijn 'stichter' en eerste directeur was: Louis Giraud.

## Geografie
Het netwerk van het Kanaal van Carpentras bevloeit een gebied van 10600 hectare, voornamelijk gesitueerd tussen de Mont Ventoux in het noorden, de Rhône in het westen, de Durance in het zuiden en de Monts de Vaucluse en de noordelijke vallei van de Luberon in het oosten. 

### Tracé
Het kanaal begint in Mallemort in het departement Bouches-du-Rhône, waar water van de Durance wordt afgeleid.
Vanaf de tour Sabran in Lagnes wordt het effectief met deze naam aangeduid. Verder zijn er heel wat vertakkingen.

## Geschiedenis
Al meerdere eeuwen werden plannen gemaakt voor dit kanaal. 

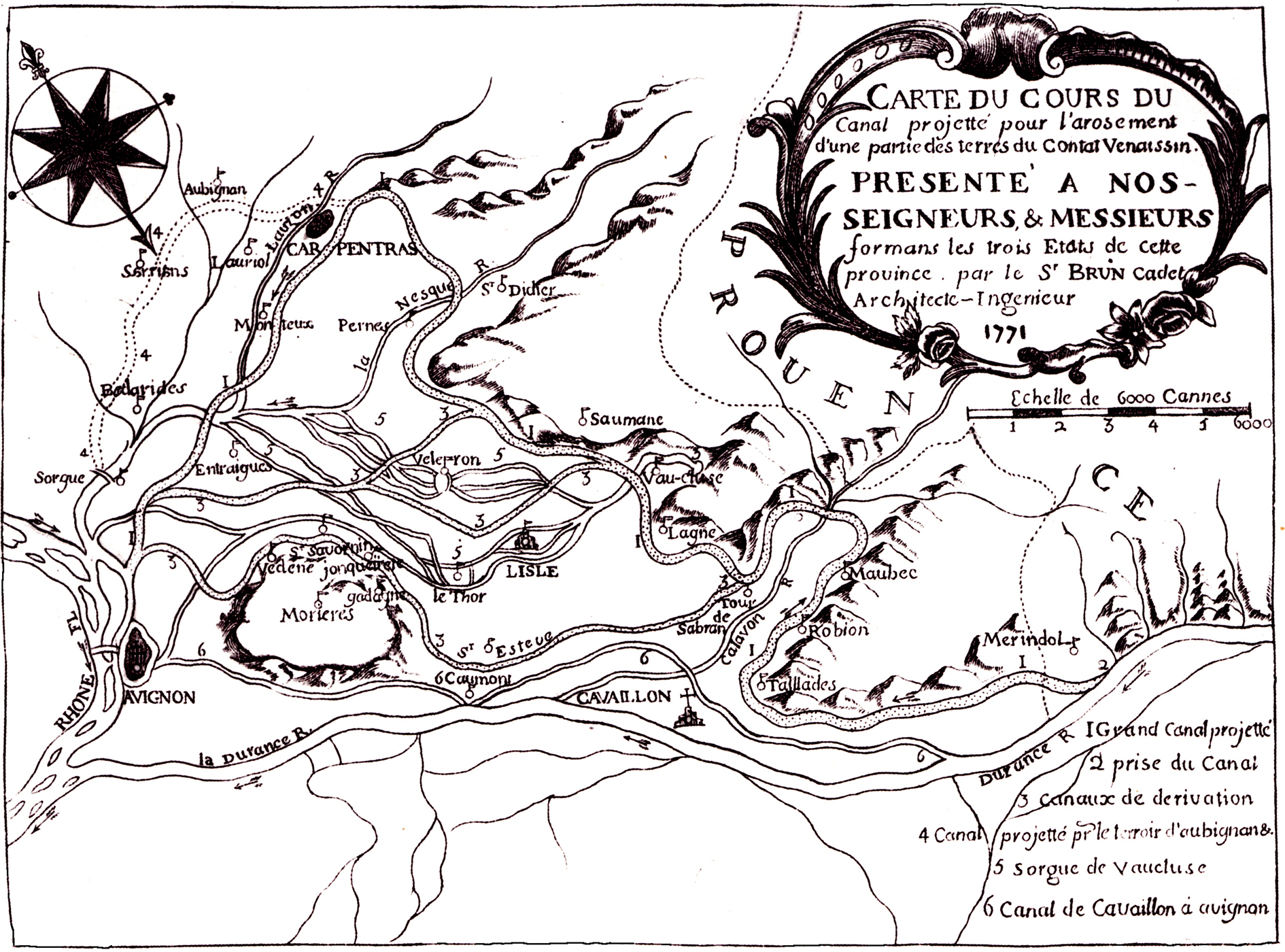
Kaart uit 1771 met voorstel tot « l'arrosement d'une partie des terres du Comtat Venaissin ».

In 1853 werd het definitieve comité geïnstalleerd en op 12 juli 1857 werd het kanaal geopend in aanwezigheid van keizerin Eugénie.

## Kunstwerken
- Het Aquaduct van Galas
- De brug-aquaduct van de 'Cinq-Cantons'
- Het pompstation van Euze
- 150 stenen bruggen